# Nouchka Huijg
Nouchka Huijg (circa 1981), gekend onder haar artiestennaam Nouch, is een in Amsterdam woonachtig Nederlands grafisch ontwerper, illustrator en straatartiest. Ze is bekend om haar zwart-witte muurschilderingen van luchtzuiverende verf en smoginkt, die zwevende wezens verbeelden, de zogenaamde 'ballonhoofden'.

## Loopbaan
Naar eigen zeggen krabbelde Nouch sinds haar kindertijd in de klas met de pen figuurtjes en tekende ze klasgenoten en docenten na. Geïnspireerd door geïllustreerde boeken wilde ze haar eigen fantasiewereld creëren met als doel kinderboeken te maken. Ze ging dan ook illustraties studeren aan het Hogeschool voor de Kunsten. In die periode ging ze experimenteren met balpen en ontwikkelde ze een 'vierkleurentechiek' voor balpentekeningen.
Ze begon haar carrière met voornamelijk werk voor commerciële merken, magazines, kranten en dergelijke. Jarenlang tekende ze in verschillende café's en liet ze haar tekeningen achter met een notitie als "#Orphan drawing. Please take me home", als cadeautje voor de vinder. Op een gegeven moment wenste ze groter te werk te gaan en begon ze met het maken van straatkunst.
Ze werd bekend met haar stedelijke muurschilderingen. Haar eerste probeersel maakte ze in 2019 op een tijdelijke container, vlak bij haar werkplaats in Amsterdam-Oost. Daarna ging ze een slag groter in de Spinozahof en begin 2020 maakte ze aan het Amsterdamse Krugerplein Airhead nr. 2, haar grootste buitenwerk tot dan toe. Sindsdien duiken Nouchs figuren op in diverse stedelijke ruimtes, zowel in Nederland als daarbuiten, zoals in Palermo, waar Nouch Terra maakte, een 23 meter hoge muurschildering van smogetende konijnen aan een gevel van de Universiteit van Palermo.
In 2023 had ze in de galerij I Love Illustration in het Amsterdamse cultureel centrum De Hallen haar eerste solotentoonstelling: Not my story.

## Stijl, techniek en effect
Nouch noemt de schrijver George Orwell en de schilder Albrecht Dürer als inspiratiebronnen voor het combineren van minutieuze techniek, verrassend naturalisme en precisie. In haar eigen werk vermijdt ze kleur, om de aandacht te vestigen op de vorm en de emotie van haar wezens. Het bekendst zijn haar zogenaamde 'ballonhoofden' (airheads):  karakteristieke zwevende zwart-witte wezens met grote ogen die tegelijkertijd aandoenlijk en vervreemdend zijn. Ze zouden echter meer zijn dan speelse illustraties: ze bevatten een symboliek over duurzaamheid en menselijk gedrag. Hun grote, expressieve ogen en Matroesjka-vormen doen denken aan animatiefiguren en vertegenwoordigen de dualiteit van aantrekking en afschrikking. Nouch zou hiermee aanzetten tot nadenken over de oppervlakkigheid waarmee mensen met hun omgeving omgaan. Haar kunst zou oproepen tot bewustwording, en doet dit met humor en mysterie.

### Smog-etende 'schone' kunst
In het kader van haar Schone kunst-project (Clean art), werkt Nouch met milieuvriendelijke technieken. Ze gebruikt daarvoor witte luchtzuiverende verf (Airlite-verf), een verf die fijnstof en stikstofoxiden uit de lucht opneemt om ze in minerale zouten om te zetten en daarom ook wel 'smogetende verf' genoemd wordt; en 'smoginkt', een zwarte inkt gemaakt van luchtvervuilende roetdeeltjes (Air-ink). Met deze producten zouden haar muurschilderingen bijdragen aan schonere lucht in de stad - en worden ze ook wel 'schone kunst' genoemd: geclaimd wordt dat één vierkante meter van Nouchs werk hetzelfde milieueffect heeft als een vierkante meter aangeplant bos.

### Graffitiwerend

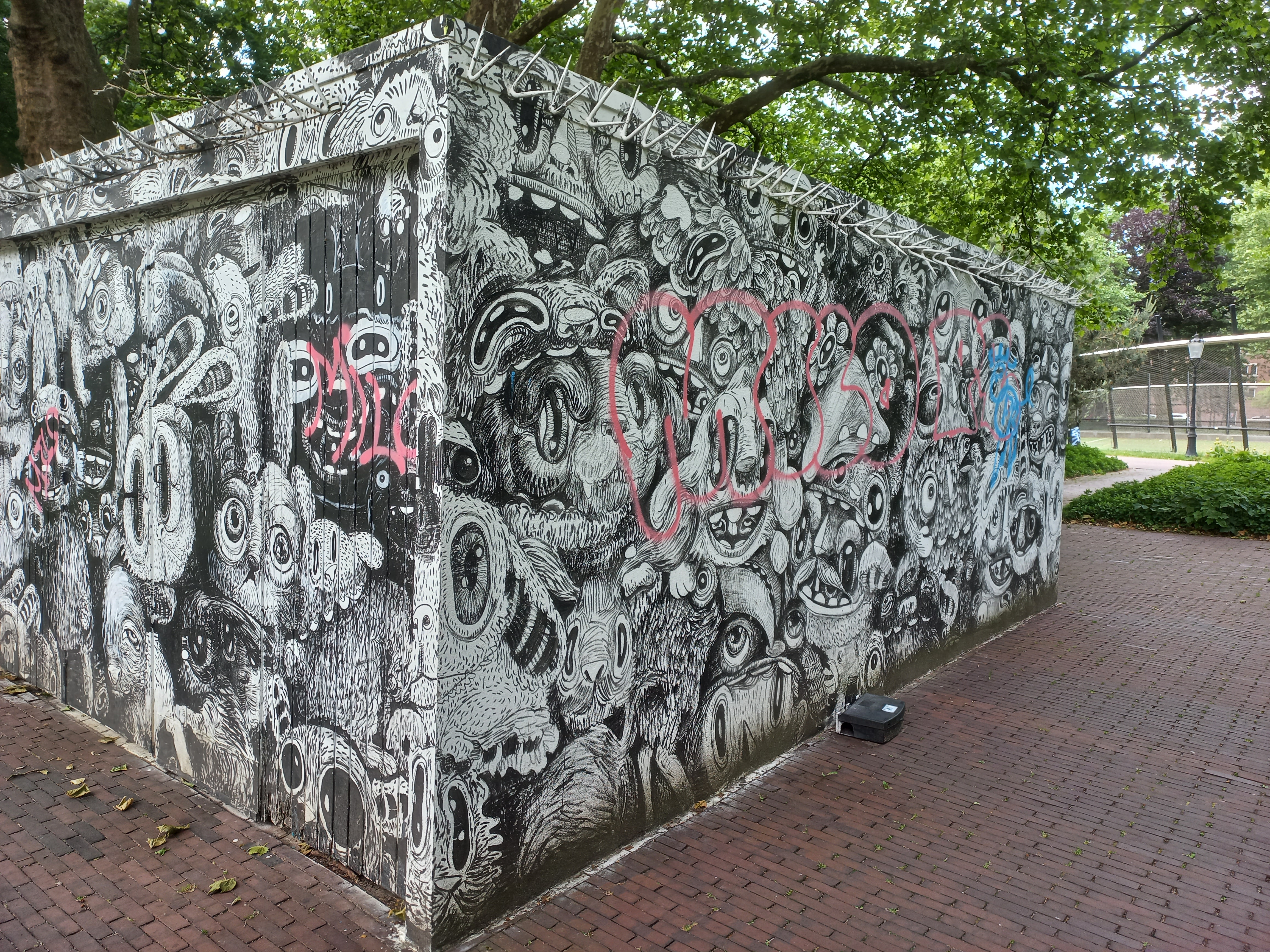
Graffitiwriting (roze en blauw) op Nouchs werk Soft cube.

Een bijkomend effect van Nouchs muurschilderingen is dat het graffiti tegengaat, aangezien streetartiesten een ongeschreven gedragscode hebben waarin muurschilderingen tag-vrij blijven. Zo zou de brug in de Amsterdamse ’s-Gravesandestraat, die bekend stond als een hangplek voor drugsgebruikers met veel overlast en graffiti-geklieder, eerder wekelijks gereinigd moeten worden, terwijl het tot ruim anderhalf jaar na plaatsing van Nouchs werk graffitivrij is gebleven. Dat Nouchs werk graffiti niet honderd procent kan voorkomen laten de tags zien op Soft cube, haar werk in Oosterpark.

## Nouchka in het Oosterpark
In het Oosterpark mocht Nouchka twee gebouwtjes voorzien van een muurschildering in haar eigen techniek:   
- Soft cube werd geplaatst op een toiletgebouwtje nabij het Pierenbad van Aldo van Eyck en achter het KIT-hotel aan Linneaustraat. Dat gebouwtje werd geplaagd door graffiti; om dat (min of meer) tegen te gaan, schilderde Nouchka een bonte stoet van op het oog vrolijke figuren over de vier muren voorbij. Het kon grafittiwriters er niet van weerhouden ook hun werk te doen.
- Merry-go-round werd geplaatst op een trafohuisje dat in de schaduw staat van Hotel Arena aan de ’s-Gravesandestraat; de figuren lijken vrolijk met een angstige blik; dit werk is ondertekend.[16][17][18]

## Galerij van 'schone' muurschilderingen

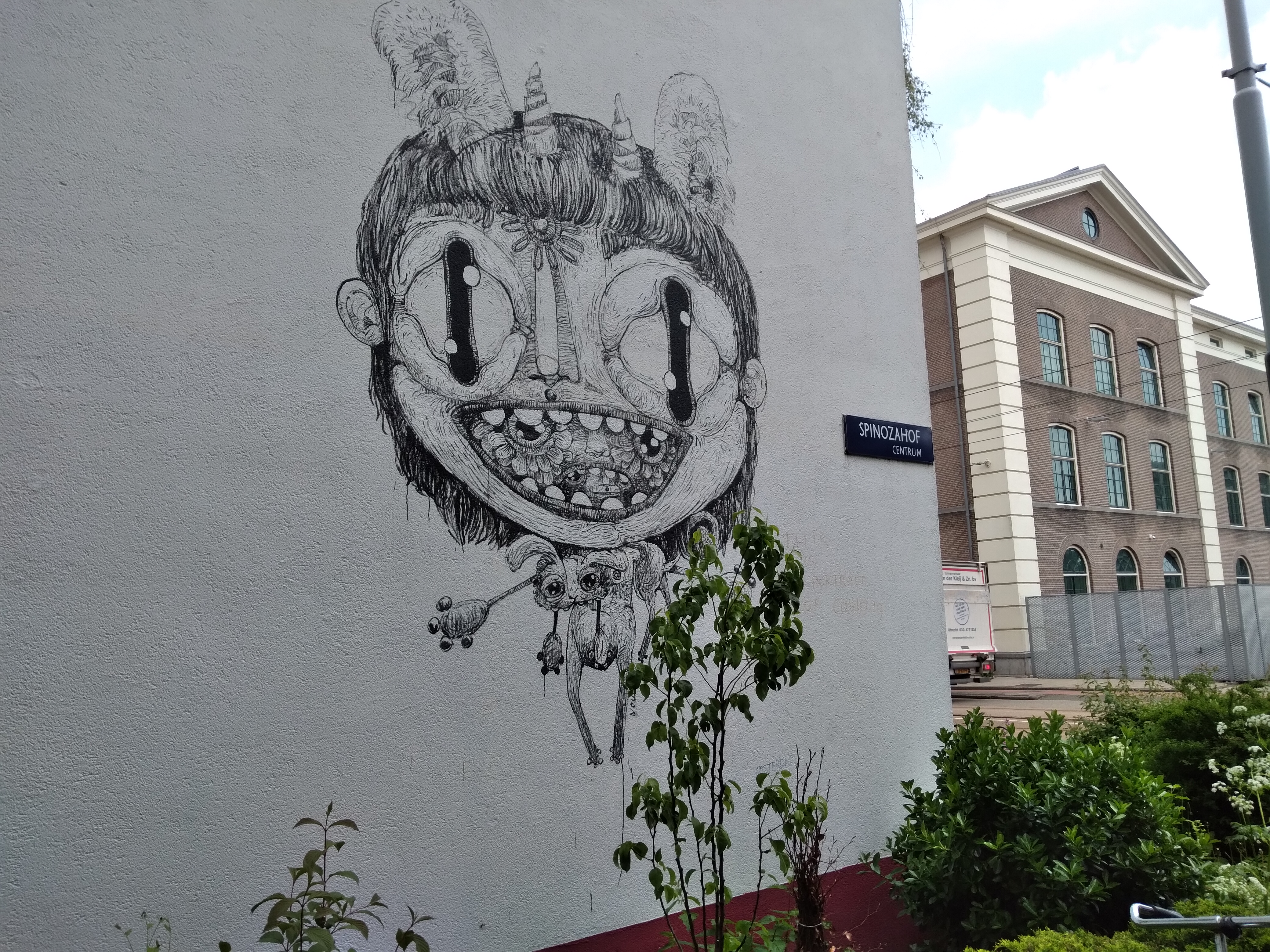
Airhead nr. 1[19] Spinozahof, Amsterdam
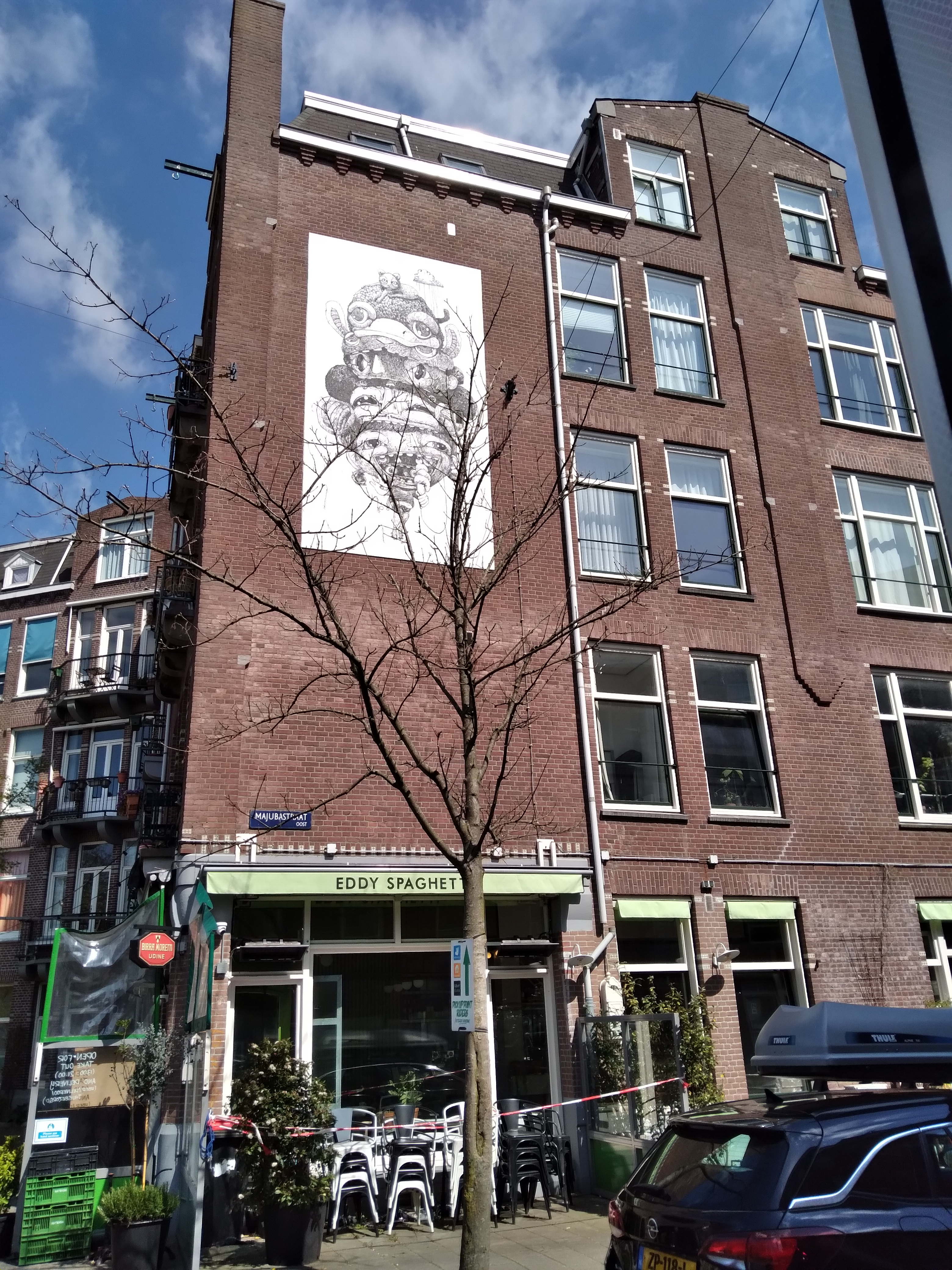
Airhead nr. 2 Krugerplein, Amsterdam
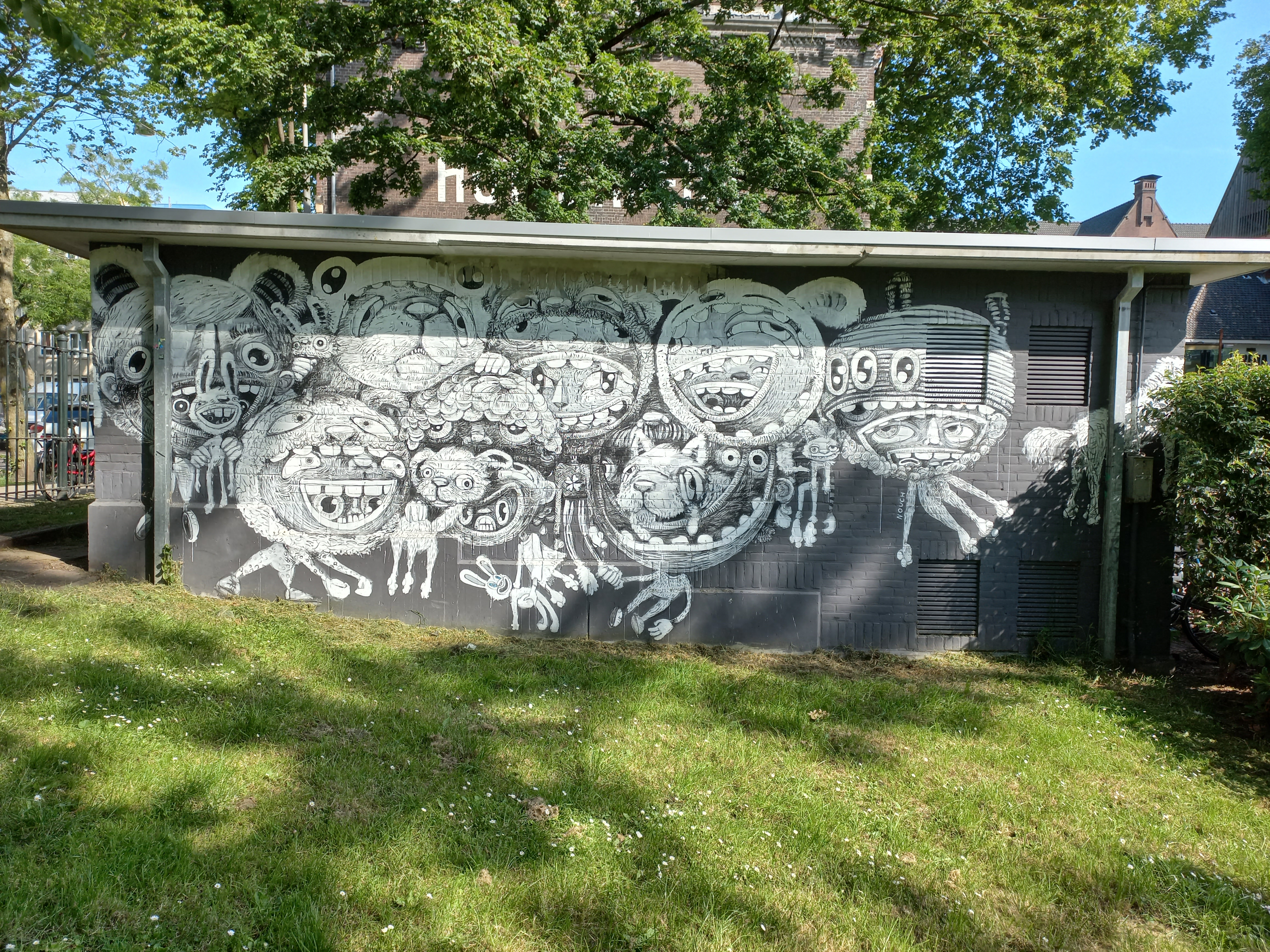
Merry go round
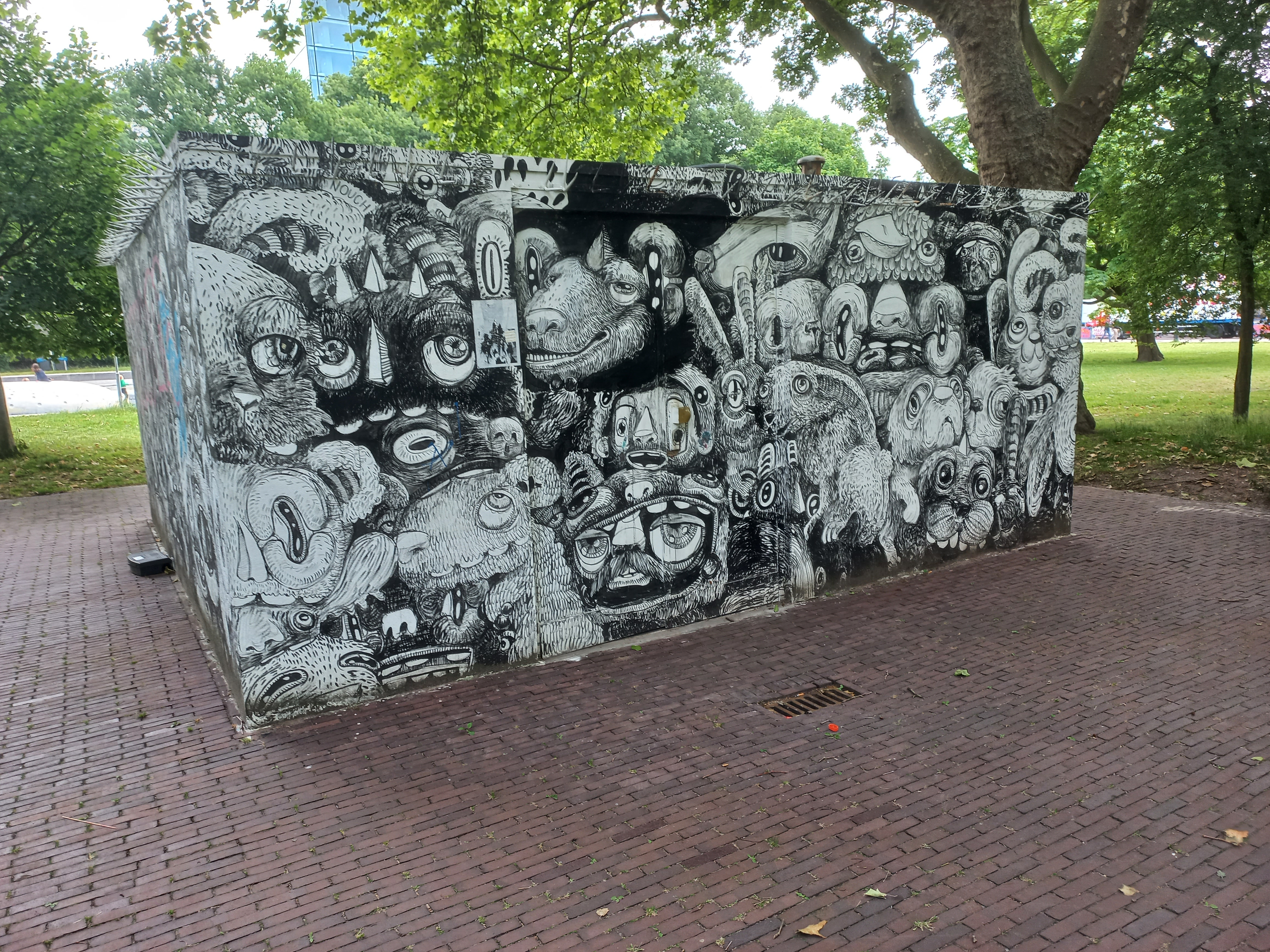
Soft cube
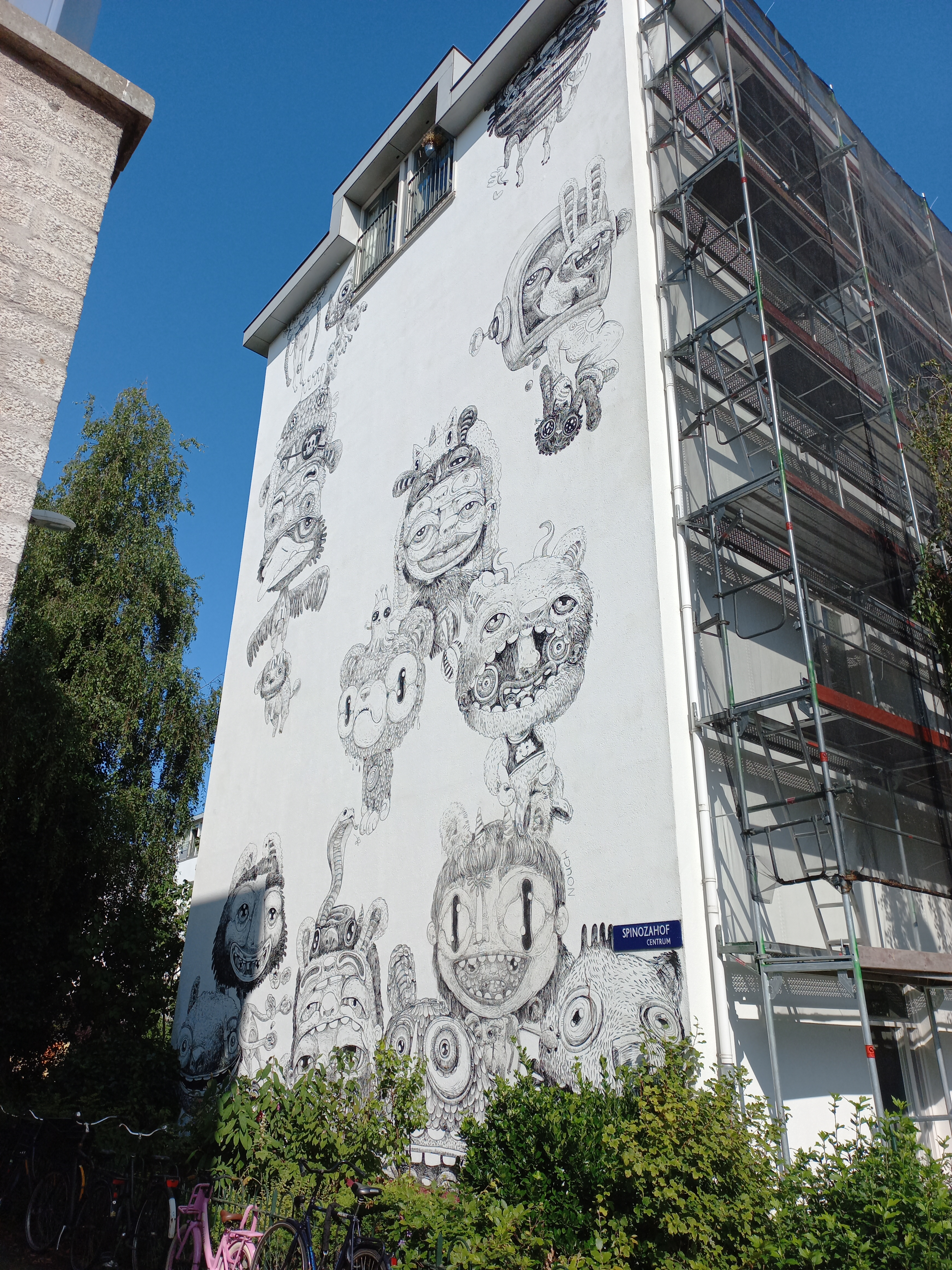
Friends part 1 Spinozahof, Amsterdam
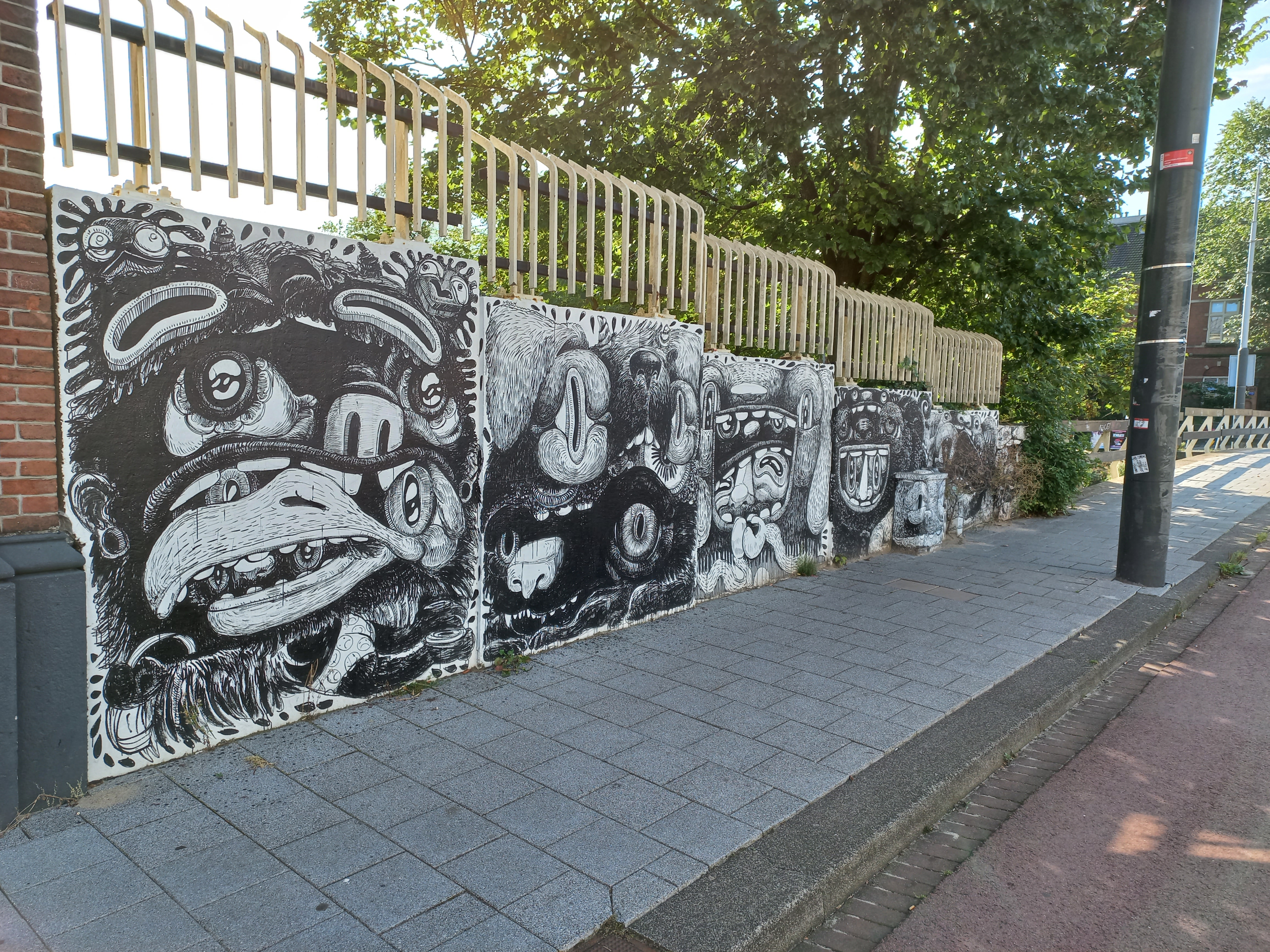
Stuck Korte 's-Gravesandestraat, Amsterdam